# Henri Marie Petiet
Henri Marie Petiet (Saint-Prix 17 août 1894 - La Garenne-Colombes, 25 août 1980) est un marchand d'art, collectionneur et éditeur d'estampes français.
Surnommé le « Baron Petiet », il reprend le fonds d'estampes d'Ambroise Vollard et devient « l’un des plus grands marchands d’estampes de son temps ».

## Biographie
Henri Marie Petiet naît à Saint-Prix (Val-d'Oise) le 17 août 1894. Issu d'une famille de la grande bourgeoisie, il est notamment le petit-fils de l'ingénieur Jules Petiet de la Compagnie des chemins de fer, dont il tire une passion pour le modélisme ferroviaire qui l'accompagnera toute sa vie et le descendant direct du baron d'Empire, Pierre François Petiet.
D'abord bibliophile, suivant les traces d'Henri Beraldi, son intérêt se porte après la Première Guerre mondiale sur l'estampe au contact du galeriste Marcel Guiot et de l'éditeur et marchand d'estampes Maurice Le Garrec (d), repreneur du fonds Edmond Sagot. Ceux-ci dominent alors le marché de l'estampe en France avec d'autres marchands d'art comme Paul Prouté (d), directeur d'une galerie, et Maurice Gobin.
De 1915 à 1920, Henri Petiet travaille dans l'usine d'automobiles de son frère Charles, à Ariès ; il collectionne d'ailleurs plus de trois cents voitures anciennes.

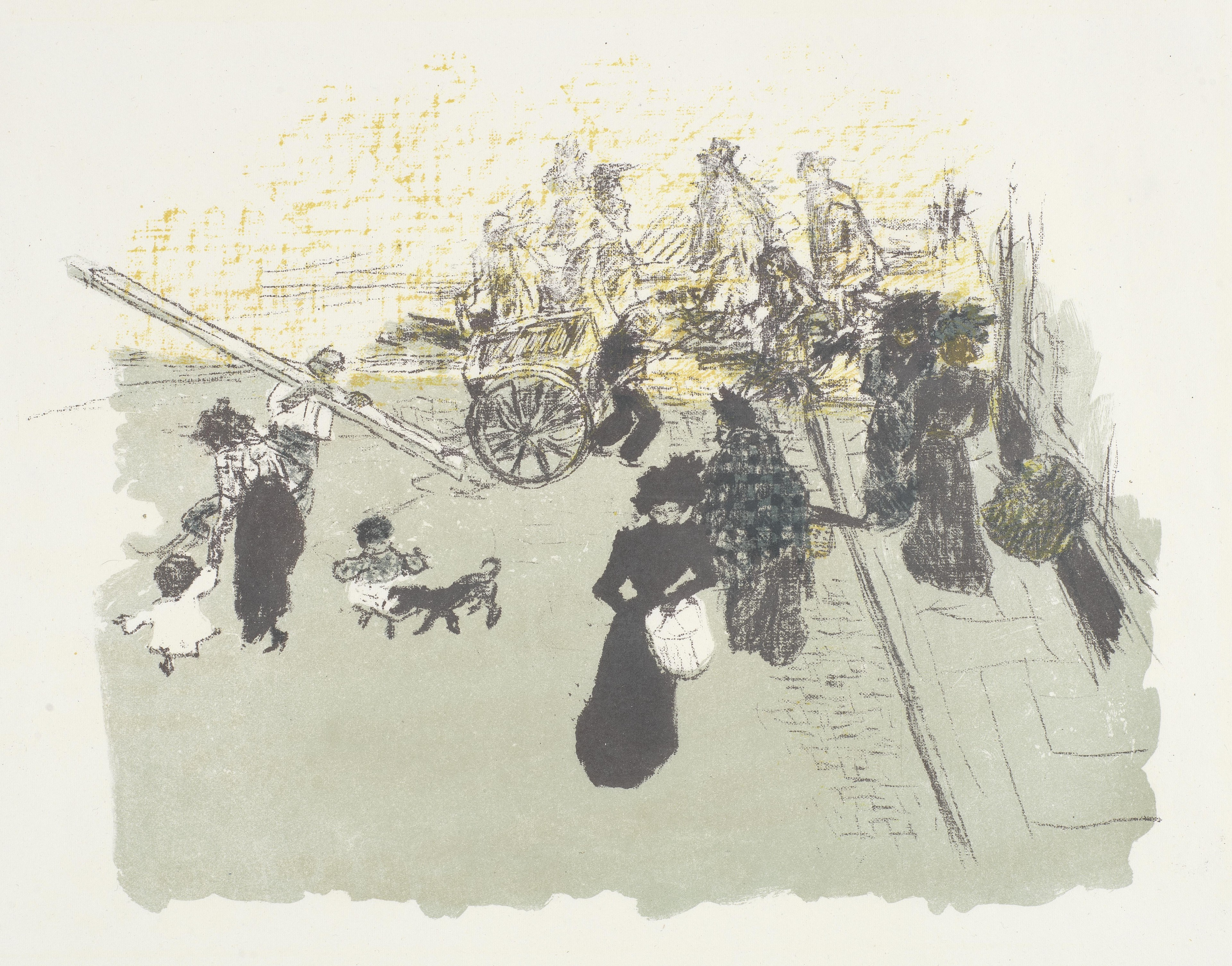
Coin de rue, de la série Quelques aspects de la vie de Paris (1899), de Pierre Bonnard (musée Van Gogh).

Ses premières acquisitions portent sur des estampes de Maurice Denis, Odilon Redon et Pablo Picasso, qu'il achète à Ambroise Vollard. En 1925, Petiet acquiert plusieurs séries monographiques de grands artistes : Quelques aspects de la vie de Paris, de Pierre Bonnard, Amour, de Maurice Denis, Paysages et Intérieurs, d'Édouard Vuillard et l’Apocalypse de saint Jean d'Odilon Redon. Il est aussi en contact avec d'autres artistes majeurs tels que Henri Matisse et Aristide Maillol et André Derain.
En 1927, il devient éditeur à son tour, publiant des estampes et des livres illustrés d'André Derain, André Dunoyer de Segonzac, Marcel Gromaire, Marie Laurencin, Jean-Émile Laboureur, comme Les Contrerimes de Paul-Jean Toulet, qu'il fait illustrer par Jean Émile Laboureur ; le catalogue raisonné de l'œuvre gravé et lithographié de Matisse en 1932,.
Après avoir exercé en appartement rue d'Assas, Henri Marie Petiet obtient sa propre galerie en novembre 1933, « À la belle épreuve », rue de Tournon, à Paris,. Le nom n'est pas anodin : il met un point d'honneur à fournir des tirages de qualité et des états rares ou rehaussées.
Ces gages de qualité lui ouvrent les marchés internationaux, notamment en Grande-Bretagne et aux États-Unis, où il fournit, par l'intermédiaire de Jean Goriany, installé à New York, plusieurs institutions en estampes, comme le Brooklyn Museum, le musée des beaux-arts de Boston et l'Art Institute de Chicago, avec qui il entretient de meilleures relations qu'avec les institutions françaises,.

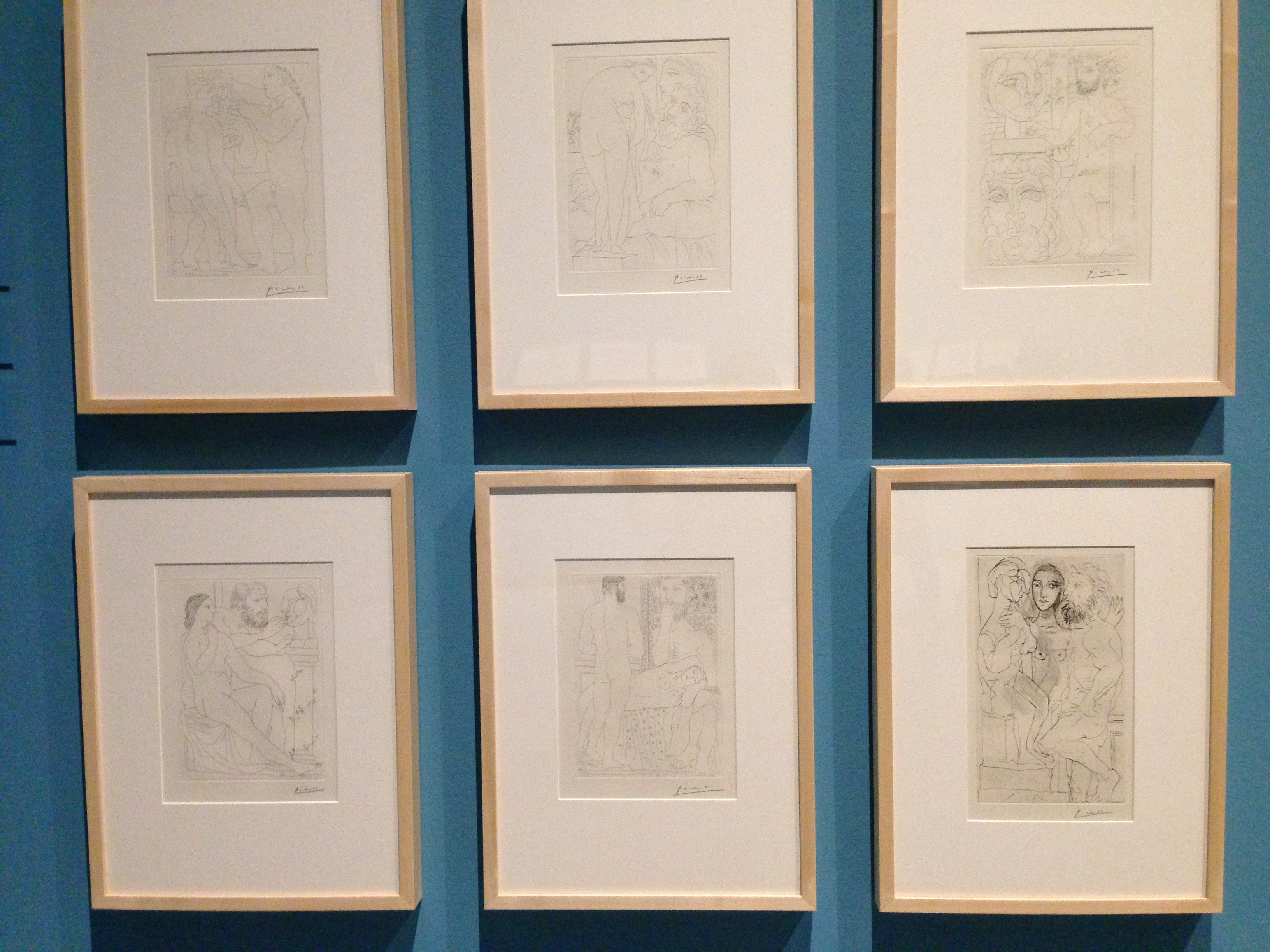
Quelques estampes de la Suite Vollard.

Il entreprend de faire signer toutes les épreuves de Pablo Picasso de la Suite Vollard (il possède alors 97 des cent feuilles qui la composent, trois portraits de Vollard étant aux mains du galeriste Marcel Lecomte) — une quête qui l'occupe pendant trente ans.
Lorsqu'Ambroise Vollard meurt subitement en 1939, des projets en cours sont interrompus et le fonds d'estampes du célèbre marchand d'art intéresse beaucoup de monde, y compris aux États-Unis. C'est alors que Petiet, accompagné de Martin Fabiani, se rapproche de Lucien Vollard, frère du marchand d'art, puis découvre en août 1941 la collection d'environ 31 000 estampes d'Ambroise. Petiet acquiert finalement l'ensemble du fonds d'estampes de Vollard à la fin de la Seconde Guerre mondiale.
Après la guerre, le marché américain prend de l'importance et sa présence outre-Atlantique est renforcée par l'acquisition du carnet d’adresses de Jean Goriany. Il est en contact avec Georges Keller, Carl O. Schniewind (de l’Art Institute de Chicago, qui veut inventorier les œuvres provenant de Petiet), ainsi que le collectionneur Lessing Rosenwald, qu'il fournit depuis plusieurs années et à qui il vend de nombreuses estampes, parmi lesquelles des Géricault, Cézanne, Dufy et Maillol. Il lui vend plus tard la Suite Vollard complète.
Il obtient vers la fin des années 1970 des panneaux peints par Odilon Redon pour le château de Robert de Domecy, qui appartiennent désormais au musée d'Orsay,.
Henri Marie Petiet meurt à Saint-Prix le 25 août 1980.

## Postérité
Après la mort de Henri Marie Petiet, son fonds d'estampes est revendu progressivement pendant vingt-six ans dans des ventes publiques à raison de deux ventes par an, la dernière étant organisée à l'Opéra comique en 2018,. Pour marquer au verso les estampes ayant appartenu à la collection de Petiet, un cachet composé de ses initiales, « HMP », dans un ovale, a été créé,.
En 2021, le Petit Palais organise l'exposition « Édition limitée : Vollard, Petiet et l’estampe de maîtres », qui retrace la vie et l'œuvre d'Ambroise Vollard et de Henri Marie Petiet. Couvrant les processus de création de l'estampe, l'exposition approfondit le développement de l'estampe en couleurs au tournant du XXe siècle pour lequel Vollard et Petiet ont un rôle important, tant pour la réalisation d'estampes que de livres illustrés.